# Carlos Alberto Nicolini
Carlos Alberto Félix Nicolini (Montevideo, 21 de febrero de 1941 - Salto, 19 de junio de 1988) fue un sacerdote y obispo católico uruguayo.
Recibió el bautismo y celebró su primera comunión en la Parroquia Nuestra Señora del Carmen, Montevideo.
Ingresó al Seminario siendo un niño.
A los 23 años, fue ordenado sacerdote el 15 de agosto de 1964, para el clero de la Arquidiócesis de Montevideo.
Después de cursar estudios de derecho canónico en Roma, donde se alojó en el Colegio Pío Latinoamericano regresó a Montevideo, donde actuó en la parroquia Stella Maris de Carrasco y en la llamada Parroquia Universitaria.
En 1976 fue nombrado formador y luego rector en el Seminario Interdiocesano Cristo Rey y Rector del Instituto Teológico del Uruguay (hoy Facultad de Teología), cargos que desempeñaría hasta su nombramiento como obispo auxiliar de Salto.
El 28 de octubre de 1977 fue nombrado obispo auxiliar de Salto. Ese año recibió la ordenación episcopal en la Catedral de Salto, el 8 de diciembre, de manos del Nuncio Apostólico Luigi Bellotti. El lema elegido para su episcopado fue "En el nombre del Señor" (Colosenses 3,17), lema anteriormente elegido por el obispo de Melo Roberto Cáceres González. Nicolini explicaba así las razones de su elección:

Quien coloca su vida bajo el lema En el nombre del Señor, lo hace con la firme convicción de su nombre ha de pasar a un segundo plano, de que su personalidad ya no tiene sentido sino en función de ese divino nombre que encabeza y rubrica todas sus acciones.

Nicolini llega a la Diócesis de Salto en circunstancias complejas para la comunidad diocesana. Su obispo, Marcelo Mendiharat se encontraba ausente, exiliado en Argentina desde 1972, a causa de la situación política de Uruguay.
Unos meses después de su ordenación episcopal, el 15 de julio de 1978, el obispo auxiliar anuncia su visita pastoral a las comunidades de la diócesis, en una extensa carta en la que explica el significado profundo de esa visita. En los párrafos finales, explica esa acción mostrando su continuidad con la realizada por los anteriores obispos diocesanos, refiriéndose expresamente a Mendiharat:

La oración y el sufrimiento de nuestro Obispo diocesano nos alienta con la Gracia que nos alcanzan del Señor, que nos une a todos en una misma comunión espiritual, que para él será el consuelo y la fortaleza que el Espíritu Santo regala a sus Apóstoles

Poco más de un mes más tarde, el 22 de agosto, Nicolini toma posesión como Administrador Apostólico Sede Plena de Salto, lo que le habilitaba para gobernar la diócesis sin necesidad de consultar al obispo ausente. Ese nombramiento le significó una situación tensa con algunos miembros del presbiterio de Salto, que lo interpretaban como una forma de alejar completamente a Mendiharat, quien, sin embargo, había mantenido desde la distancia el gobierno de la Diócesis. No obstante, Nicolini siempre mantuvo con Mendiharat una relación respetuosa y fraterna.
Al regreso de Mendiharat a la Diócesis, en diciembre de 1984, es decir, casi inmediatamente después de la realización de elecciones democráticas en Uruguay y el final del gobierno dictatorial, ambos obispos iniciaron un camino de colaboración que se reflejó en el Plan Pastoral Diocesano establecido en esa época.
El 29 de diciembre de ese año Nicolini fue nombrado Obispo coadjutor y, por tanto, sucesor de Mendiharat en cuanto éste cumpliera sus 75 años, edad en la que el Obispo, de acuerdo al Código de Derecho Canónico debe presentar su renuncia.
La prematura muerte de Nicolini, causada por un infarto de miocardio, en la mañana del domingo 19 de junio de 1988, frustró esa expectativa.
Ocurrió poco después de la visita de Juan Pablo II a Salto, que aconteció el 9 de mayo de 1988, preparando la cual Nicolini trabajó intensamente.
En la Conferencia Episcopal del Uruguay estuvo por algunos años encargado de la Pastoral Juvenil y es recordado como "el Obispo de los jóvenes". Trabajó también por las vocaciones, manteniendo siempre un grupo importante de seminaristas en la Diócesis de Salto, a algunos de los cuales llegó a ordenar sacerdotes. Varias de sus cartas pastorales y homilías están publicadas en la revista Vida Pastoral de la Conferencia Episcopal del Uruguay.